# Emilio de Roja
Emilio De Roja (Klagenfurt, 28 febbraio 1919 – Udine, 3 febbraio 1992) è stato un presbitero e partigiano italiano fondatore della Casa dell'Immacolata di Udine, un istituto per accogliere ragazzi con gravi problematiche famigliari e sociali, riscattandoli socialmente attraverso il lavoro.

## Biografia
Emilio de Roja nasce da Luciano e da Anita Savonitti, sesto di nove fratelli. Entrambi i genitori erano di origine friulana: la famiglia Savonitti proveniva da Buja, mentre la famiglia de Roja si era trasferita da Cordenons in Carinzia nel 1880, per intraprendere un'attività nel settore delle costruzioni. Nel primo dopoguerra la famiglia vive un periodo di difficoltà economica, che coincide con la depressione di Anita Savonitti, che decide di fare ritorno alla sua casa natale, nella frazione di Urbignacco di Buja. Molto legato alla madre, Emilio la raggiunge nel 1928 e, nonostante in Austria avesse già completato il percorso primario di studi, è costretto a studiare l'italiano per poter dare l'esame di quinta elementare. A partire dall'autunno del 1929, la sua educazione prosegue con l'ammissione al seminario minore di Castellerio, nel comune di Pagnacco, a poca distanza da Udine. Superata la licenza ginnasiale, nel 1937 viene ammesso al seminario maggiore di Udine, dove inizia a studiare teologia. Viene ordinato sacerdote il 7 settembre 1941 nella chiesa di Madonna di Buja da mons. Giuseppe Nogara, arcivescovo di Udine.

### L'impegno nella Brigata Osoppo-Friuli
Le Brigate Osoppo-Friuli sono formazioni partigiane autonome fondate presso la sede del Seminario Arcivescovile di Udine il 24 dicembre 1943 su iniziativa di volontari di ispirazione laica, socialista e cattolica, gruppi già attivi dopo l'8 settembre nella Carnia e nel Friuli. Anche don Emilio de Roja collabora con le brigate partigiane Osoppo-Friuli, non come comandante militare, pur essendo sempre coinvolto nelle situazioni più delicate. Dapprima aiuta i compaesani di Buja, rientrati da vari fronti di guerra, a fuggire verso i monti. In un secondo momento si rivela utile alla causa partigiana grazie alla sua conoscenza del tedesco. In questo senso, due episodi sono diventati celebri: nel marzo del 1945 è lui a trovare il modo di liberare nove comandanti della Brigata Osoppo, che erano stati incarcerati dai nazisti; negli ultimi giorni di aprile dello stesso anno è sempre lui a gestire la liberazione di Udine, evitando che i reparti tedeschi in ritirata compissero devastazioni. Don Emilio de Roja mantenne sempre un legame speciale con la Brigata Osoppo: fino alla sua morte animò e partecipò da protagonista a tante cerimonie della Associazione Partigiani Osoppo Friuli, alle quali portava anche i giovani della Casa dell'Immacolata.

### Il servizio nel quartiere di San Domenico a Udine
All’estrema periferia a ovest di Udine, nel dopoguerra il villaggio San Domenico è un quartiere con una situazione sociale alquanto problematica. È lì che nel 1945 don Emilio de Roja chiede di andare a compiere la sua missione di sacerdote, tra baracche fatiscenti, microcriminalità e diffuso analfabetismo. Per risollevare socialmente il quartiere, don Emilio de Roja decide di aprire una scuola d’arti e mestieri, con percorsi professionali maschili e femminili, per la preparazione ai mestieri più richiesti. Il centro di addestramento professionale "Scuola Arti e Mestieri" sorge inizialmente in via Martignacco, 86. Il 4 agosto del 1947 l'arcivescovo di Udine Giuseppe Nogara benedice la prima pietra, il 17 aprile 1948 si inaugura l'edificio. La Scuola incontra un rapido successo allargando i propri confini all’intera città e ai suoi dintorni, per quelli che non erano in grado di sostenere economicamente un percorso scolastico. Per chi arriva da più lontano, don Emilio de Roja crea un piccolo convitto per una decina di giovani, adattando la canonica della chiesa di San Domenico. Trattandosi di una soluzione precaria, il sacerdote si decide a costruire un locale apposito per gli ospiti in via Bengasi: il 14 gennaio 1952 nasce ufficialmente la Casa dell'Immacolata.

### La Casa dell'Immacolata
Sono i cinque i soci fondatori della Casa dell'Immacolata: don Emilio de Roja, Noemio Bulfoni, Olga Sabbadini, Renzo Sabbadini, che assume la funzione di direttore della struttura, e Giuseppe Santolo. Sono loro a dar vita, il 9 agosto 1968, all'Associazione Casa Immacolata e, il 18 aprile 1977, alla Istituzione di pubblica assistenza e beneficenza di diritto pubblico. La casa inizialmente accoglie disoccupati post-bellici, orfani e minori disadattati, ma negli anni si adatta alle nuove forme di disagio, accogliendo anche minori e adulti in misura alternativa al carcere, alcolisti in trattamento, extracomunitari e minori stranieri non accompagnati. Verso la fine degli anni cinquanta la struttura inizia a rivelarsi inadeguata, per questo don Emilio de Roja acquista nuovi terreni più periferici, in via Chisimaio, per costruire un complesso più ampio. Il 7 maggio 1959 viene costruito il primo capannone, mentre il nuovo convitto viene realizzato nel 1960, su progetto dell'ingegnere Antonio De Cillia, e inaugurato il 3 settembre dello stesso anno. Il nucleo della Casa dell'Immacolata è rimasto lo stesso, mentre negli anni sono sorte gradualmente nuove strutture, su un terreno di circa 30 mila metri quadrati. Oggi la Casa comprende: un edificio centrale che ospita uffici, infermeria, sala mensa e cucina, aule, biblioteca e dormitori; un fabbricato con sette camere doppie per alcolisti in trattamento; un fabbricato con alloggi per ospiti dimissionari; otto capannoni.

### La morte e la visita di papa Giovanni Paolo II
Don Emilio de Roja muore all'ospedale di Udine il 3 febbraio 1992. I funerali vengono celebrati due giorni dopo nella Cattedrale di Udine, con la partecipazione corale di cinque vescovi, trecento sacerdoti e migliaia di fedeli commossi. Don Emilio de Roja viene sepolto nella tomba dei benefattori della città, nel cimitero urbano di San Vito. Pochi mesi dopo la sua scomparsa, il 3 maggio 1992 papa Giovanni Paolo II visita la Casa dell’Immacolata e così descrive don Emilio: «Generoso apostolo della Carità, infiammato dall’amore per il prossimo, ha cercato sempre di recare aiuto a chiunque si trovasse in difficoltà, testimone solido e concreto della Divina predilezione per gli ultimi e che viene considerato come esempio di Buon Samaritano».

## Onorificenze
Medaglia d'argento al valor civile
Concessa dal Capo dello Stato Giorgio Napolitano a riconoscimento dei meriti e benemerenze acquisiti da don Emilio de Roja in vita e nella Lotta di Liberazione (Udine, 6 novembre 2012).